# مارسیا تافارل
مارسیا تافارل (انگلیسی: Márcia Taffarel؛ زادهٔ ۱۵ مارس ۱۹۶۸) بازیکن فوتبال اهل برزیل است.
وی همچنین در تیم ملی فوتبال زنان برزیل بازی کرده‌است.